# 공법상 사실행위
공법상 사실행위란 일정한 법적 효과의 발생을 목적으로 하는 것이 아니라 교량의 건설, 도로의 청소와 같이 직접 어떠한 사실상의 효과, 결과의 실현을 목적으로 하는 행정작용을 말한다. 공법상 사실행위는 아무런 직접적인 법효과를 갖지 않으나 무의미한 것은 아니다. 공법상 사실행위는 법질서에 부합해야 하고 위법한 경우에는 행정소송을 통한 제거 내지 손해배상청구권의 문제를 발생시킨다.

## 종류
1. 행정법상 지식의 표시, 비명령적 영향력 행사, 순수사실행위
2. 기타
- 내부적 사실행위
- 외부적 사실행위
- 정신적 사실행위
- 물리적 사실행위
- 독립적 사실행위
- 집행적 사실행위
- 권력적 사실행위
- 비권력적 사실행위

## 법적 한계
1. 조직법상 주어진 권한의 범위 내에서,
2. 목적의 범위 내에서,
3. 공익원칙, 평등원칙, 신뢰보호원칙 등 행정법의 일반원칙에 따라서 행해져야 한다.
4. 개별법규가 있다면, 그에 따라야 한다.

## 판례

### 권력적 사실행위
- 교도소 수형자에게 소변채취강요를 하는 것은 권력적 사실행위로서 헌법소원심판의 대상이 되는 공권력의 행사이다.[1]
- 이 사건 결혼경위 등 기재요구행위는 이미 종료된 권력적 사실행위로서 행정심판이나 행정소송의 대상으로 인정되기 어려울 뿐만 아니라 소의 이익이 부정될 가능성이 많아 헌법소원심판을 청구하는 외에 달리 효과적인 구제방법이 없으므로 보충성의 원칙에 대한 예외에 해당된다.[2]

### 행정상의 사실행위
- 병무청장이 ｢병역법｣에 따라 병역의무 기피자의 인적사항 등을 인터넷 홈페이지에 게시하는 등의 방법으로 공개하였다면 이러한 병무청장의 공개결정은 항고소송의 대상이 되는 처분이다.[3]
- 권력적 사실행위는 헌법소원의 대상이 되는 ‘공권력의 행사’에 해당하지만 보충성의 원칙에 따라 행정소송의 대상이 되는 행정행위로 볼 수 없어 법원에 의한 권리구제절차를 밟을 것을 기대하는 것이 곤란한 경우에는 헌법소원의 제기가 가능하다.[4]
- “일반적으로 국가기관이 자신이 관리ㆍ운영하는 홈페이지에 게시된 글에 대하여 정부의 정책에 찬성하는 내용인지, 반대하는 내용인지에 따라 선별적으로 삭제 여부를 결정하는 것은 특별한 사정이 없는 한 국민의 기본권인 표현의 자유와 자유민주적 기본질서에 배치되므로 허용되지 않으나 해군본부가 해군 홈페이지 자유게시판에 집단적으로 게시된 '제주해군기지 건설사업에 반대하는 취지의 항의글' 100여 건을 삭제하는 조치를 취하자, 항의글을 게시한 甲 등이 위 조치가 위법한 직무수행에 해당하며 표현의 자유 등이 침해되었다고 주장하면서 국가를 상대로 손해배상을 구한 사안에서, 해군 홈페이지 자유게시판이 정치적 논쟁의 장이 되어서는 안 되는 점, 위와 같은 항의글을 게시한 행위는 정부정책에 대한 반대의사 표시이므로 '해군 인터넷 홈페이지 운영규정'에서 정한 게시글 삭제사유인 '정치적 목적이나 성향이 있는 경우'에 해당하는 점, 해군본부가 집단적 항의글이 위 운영규정 등에서 정한 삭제 사유에 해당한다고 판단한 것이 사회통념상 합리성이 없다고 단정하기 어려운 점, 반대의견을 표출하는 항의 시위의 1차적 목적은 달성되었고 현행법상 국가기관으로 하여금 인터넷 공간에서의 항의 시위의 결과물인 게시글을 영구히 또는 일정 기간 보존하여야 할 의무를 부과하는 규정은 없는 점 등에 비추어 위 삭제 조치가 객관적 정당성을 상실한 위법한 직무집행에 해당한다[5]